# Jan Gommers
Jan Gommers (* 1. März 1916 in Rotterdam; † 27. Juli 2002 ebenda) war ein niederländischer Radrennfahrer.

## Sportliche Laufbahn
Gommers war im Straßenradsport aktiv. 1936 wurde er Unabhängiger, 1937 Berufsfahrer. Er gewann die Eintagesrennen Rotterdam–Feyenoord 1938, Grote Prijs Stad Vilvoorde 1939. Zweiter wurde er 1936 im Ster van Deurne. 1936 wurde er Dritter in der nationalen Meisterschaft im Straßenrennen. Die Tour de France 1939, die er mit der Nationalmannschaft bestritt, beendete er nicht. Der Zweite Weltkrieg beendete seine Karriere. Gommers wurde 1939 zum Militär eingezogen.